# Klubben Brunkeberg
Klubben Brunkeberg är en partipolitiskt obunden diskussionsklubb och förening, som bildades 15 oktober 1917 på restaurant Riche i Stockholm.

## Historik
Upphovet till klubben Brunkeberg kan sökas bland medlemmarna i Pelikanklubben (eller Svenska Botten), vilken bildades i samband med upplösningen av Palmstiernas klubb. Denna organisations syfte var att skapa kontaktnät till de finländska aktivisterna. I Stockholm propagerade finländarna för svenskt stöd i Finlands frihetskamp. Otto Järte och Gösta Törngren var initiativtagarna till en ny klubb för svenska nationalister. Organisationen kom att bestå av officerare, riksdagsmän och journalister. 
Bland de ursprungliga 54 medlemmarna, eller stiftarna, märks Tor Bonnier, Arne Forssell, Georg Gripenberg, Yngve Larsson, Vilhelm Lundvik, Henry Peyron och generallöjtnant Erik Testrup. Klubbens förste ordförande blev 1918 översten och riksdagsmannen Erik Söderhielm. Första paragrafen i stadgarna löd: "Medlemmarna äro programmet". Under första sammanträdet var Törngren ordförande, under andra den 29 november 1917 på Gillet vid Brunkebergstorg Järte. Under sammanträdet den 21 februari 1918 tog man beslut om namnet Brunkeberg och om vilka som skulle ingå som styrelsemedlemmar: Gustaf Reuterswärd, Erik Testrup, A.J. Christiernsson. Två platser lämnades vakanta eftersom Gösta Törngren och Carl Petersén var i Finland som frivilliga i inbördeskriget. Även andra medlemmar for över dit.

### Källnoter
1. ↑  Klubben Brunkeberg
2. ↑  Anderson 1967, sid 8
3. ↑  Anderson 1967, sid 10
4. ↑  Anderson 1967, appendix